# Список чемпіонів Ізраїлю з футболу

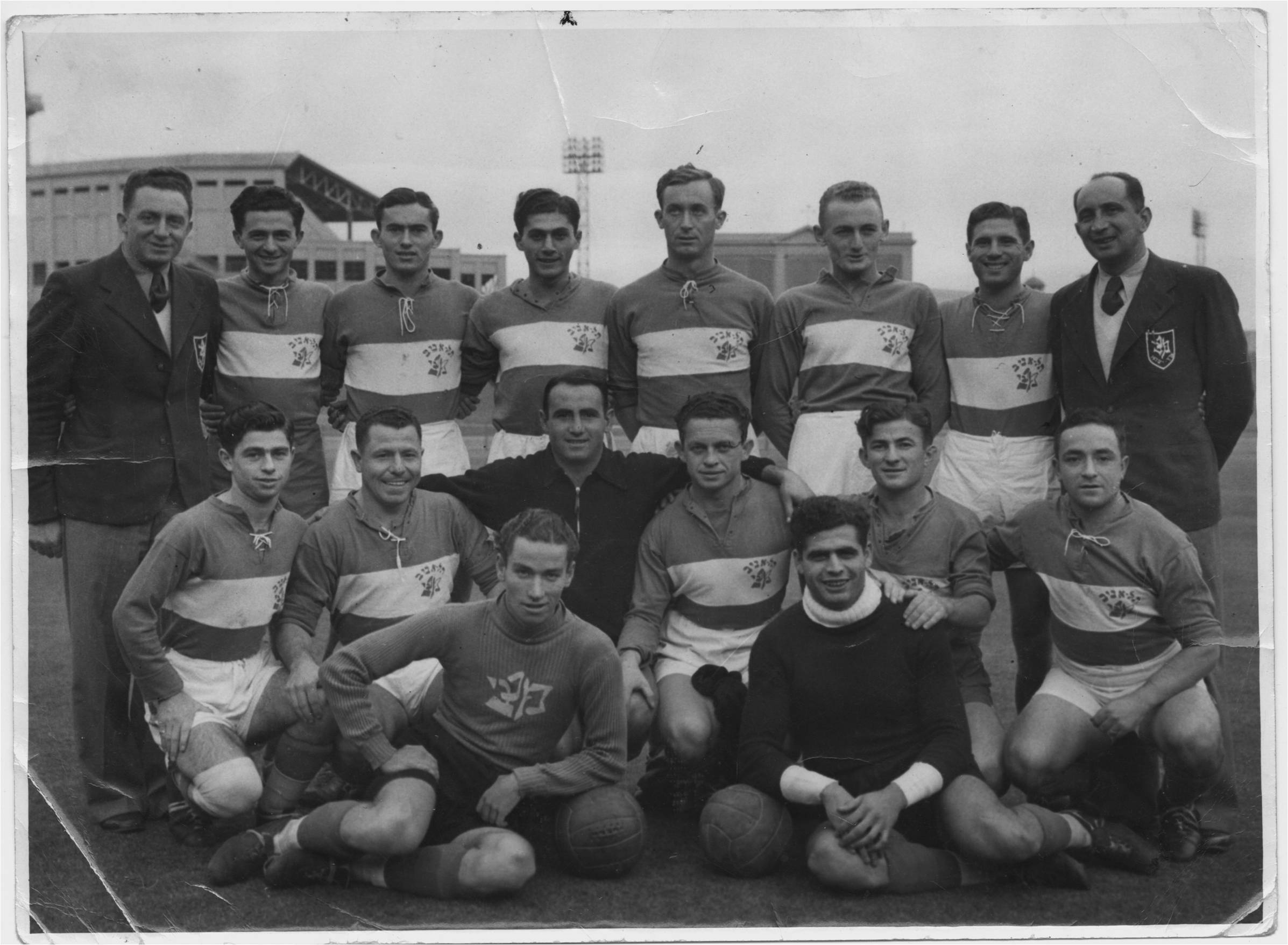
За кількістю виграних титулів «Маккабі» (Тель-Авів) є найуспішнішим клубом Ізраїлю. На фото склад команди 1939 року на стадіоні Сідней Крікет Граунд під час туру Австралією.

Чемпіонами Ізраїлю з футболу стають переможці найвищої ліги ізраїльського футболу, якою наразі є Ізраїльська прем'єр-ліга. Змагання в лізі відбуваються за круговою системою, а чемпіонство присуджують команді, яка займала перше місце в лізі в кінці сезону. Чинним чемпіоном Ізраїлю є клуб «Маккабі» (Хайфа), який став чемпіоном країни у сезоні 2021–2022.
Після створення Ізраїльської футбольної асоціації у серпні 1928 року в листопаді 1931 року розпочався перший загальнонаціональний футбольний чемпіонат у підмандатній Палестині, під назвою Палестинська ліга. Останній раз Палестинська ліга відбулася в сезоні 1946–1947 років, відтоді національний чемпіонат проводився під ще чотирма назвами: Ізраїльська ліга з 1949 по 1950 роки; Ліга Алеф, між 1951 і 1955 роками; Ліга Леуміт, з 1955 по 1999; і нарешті, з 1999 року, Прем'єр-ліга Ізраїлю.
Загалом «Маккабі» (Тель-Авів) є рекордсменом за кількістю чемпіонатів, з 23 титулами; вони також є єдиним ізраїльським клубом, який ніколи не вилітав із вищого дивізіону. Наступні за успіхом команди — «Хапоель» (Тель-Авів) (14 титулів), «Маккабі» (Хайфа) (12) та «Бейтар» (Єрусалим) (6). Ці чотири команди виграли всі титули ізраїльської Прем'єр-ліги з її початку в 1999 і до 2012; через це їх іноді називають «великою четвіркою» Ізраїлю. У той час як тель-авівські «Маккабі» та «Хапоель» завжди завжди займали високі місця, постійний успіх «Маккабі» з Хайфи та «Бейтара» з Єрусалима прийшов у 1980-х роках. Найдовша серія послідовних титулів становить п'ять, виграних клубом «Хапоель» (Петах-Тіква) між сезонами 1958–59 та 1962–63.

## Чемпіони
Позначки
| dagger        | У тому ж сезоні чемпіони також виграли Кубок Ізраїлю. (до 1948 — Народний Кубок) |
| double-dagger | У тому ж сезоні чемпіони також виграли Кубок ліги. (почали проводити у 1984)     |
| §             | Чемпіони також виграли обидва кубки в тому сезоні.                               |

### Палестинська ліга (1931–1947)

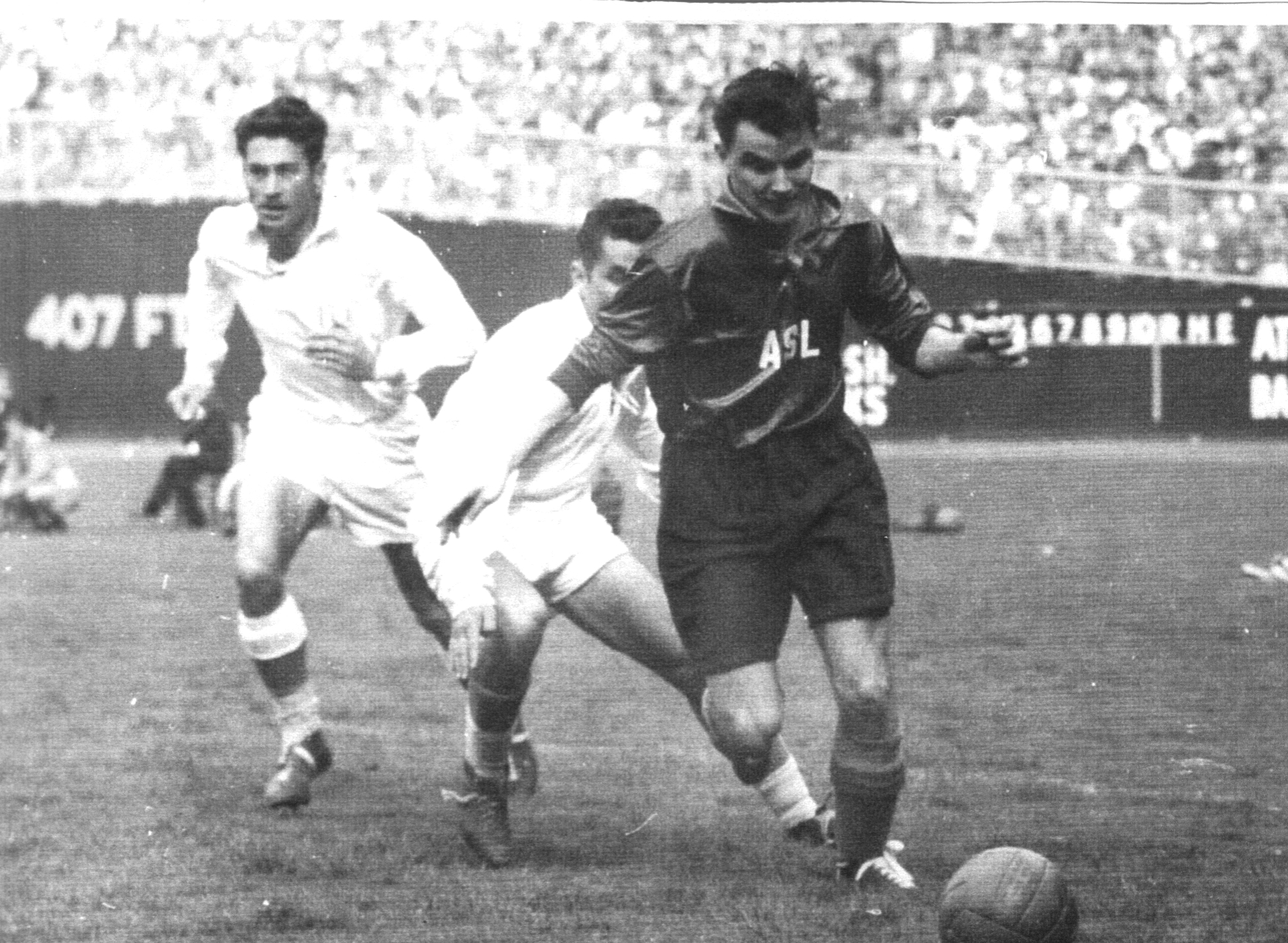
«Хапоель» (Тель-Авів) (у світлих футболках) під час матчу проти команди зірок Американської футбольної ліги на Еббетс Філд у місті Нью-Йорк 1947 року.

Перший титул чемпіона Палестинської ліги виграла команда британської поліції в Палестині, яка завершила сезон без поразок, а також виграла Народний кубок, зробивши перший дубль в історії країни. За винятком цієї команди, що базувалася в Єрусалимі, лише клуби з Тель-Авіва вигравали титул протягом періоду мандата; «Хапоель» і «Маккабі» виграли 5 і 4 чемпіонства відповідно. Через насильницькі конфлікти за участю Ішува розклад змагань був непослідовним, і в деяких сезонах національний чемпіонат не проводився. 
Повна турнірна таблиця чемпіонату та дані про найкращих бомбардирів наразі невідомі.
| Сезон   | Переможець (к-сть титулів)                           | Прим. |
| ------- | ---------------------------------------------------- | ----- |
| 1931–32 | Британська поліція (1)                               | –     |
| 1932–33 | Не проведено                                         | –     |
| 1933–34 | «Хапоель» (Тель-Авів) (1)                            | –     |
| 1934–35 | «Хапоель» (Тель-Авів) (2)                            | [ a ] |
| 1935–36 | «Маккабі» (Тель-Авів) (1)                            | –     |
| 1937    | «Маккабі» (Тель-Авів) (2)                            | –     |
| 1938    | «Хапоель» (Тель-Авів) (3)                            | [ a ] |
| 1938–39 | Не проведено національний чемпіонат                  | [ b ] |
| 1940    | «Хапоель» (Тель-Авів) (4)                            | –     |
| 1940–41 | Не проведено                                         | –     |
| 1941–42 | «Маккабі» (Тель-Авів) (3)                            | –     |
| 1942–43 | Не завершено                                         | [ c ] |
| 1943–44 | «Хапоель» (Тель-Авів) (5)                            | –     |
| 1944–45 | «Хапоель» (Тель-Авів) (6) і «Бейтар» (Тель-Авів) (1) | [ d ] |
| 1945–46 | Не проведено                                         | –     |
| 1946–47 | «Маккабі» (Тель-Авів) (4)                            | –     |
| 1947–48 | Не завершено                                         | [ e ] |
| 1948    | Не завершено                                         | [ f ] |

### Ізраїльська ліга (1949–1951)
Після отримання Ізраїлем незалежності в 1948 році назва чемпіонату була змінена на «Ізраїльська ліга», під такою назвою турнір проводився протягом одного сезону, у 1947–48; Переможцем став клуб «Маккабі» Тель-Авів.
| Сезон   | Переможець (к-сть титулів) | Друге місце           | Третє місце       | Кращий бомбардир                        | Голи |
| ------- | -------------------------- | --------------------- | ----------------- | --------------------------------------- | ---- |
| 1949–50 | «Маккабі» (Тель-Авів) (5)  | «Хапоель» (Тель-Авів) | «Хапоель» (Хайфа) | Йосеф Мирманович, «Маккабі» (Тель-Авів) | 25   |
| 1950–51 | Не проводився              |                       |                   |                                         |      |

### Ліга Алеф (1951–1955)
Новий вищий дивізіон, Ліга Алеф, почався з сезону 1951–52. У 1955–56 роках він став другим дивізіоном ізраїльського футболу, коли його замінила Ліга Леуміт як вищий дивізіон. «Маккабі» (Тель-Авів) виграв перші два чемпіонати, що проходили під цією назвою, тоді як сезон 1954–55 завершився тим, що вперше чемпіонат виграла команда не з Тель-Авіва; «Хапоель» (Петах-Тіква) завершив сезон на першому місці в лізі, а «Маккабі» та «Хапоель» з Тель-Авіва посіли друге та третє місця відповідно
| Сезон   | Переможець (к-сть титулів)  | Друге місце             | Третє місце             | Кращий бомбардир                         | Голи | Примітки |
| ------- | --------------------------- | ----------------------- | ----------------------- | ---------------------------------------- | ---- | -------- |
| 1951–52 | «Маккабі» (Тель-Авів) (6)   | «Маккабі» (Петах-Тіква) | «Хапоель» (Хайфа)       | Єгошуа Глейзер, «Маккабі» (Тель-Авів)    | 24   | –        |
| 1952–53 | Не проведено                | –                       | –                       | –                                        | –    | –        |
| 1953–54 | «Маккабі» (Тель-Авів) (7)   | «Маккабі» (Петах-Тіква) | «Хапоель» (Петах-Тіква) | Еліезер Шпігель, «Маккабі» (Петах-Тіква) | 16   | –        |
| 1954–55 | «Хапоель» (Петах-Тіква) (1) | «Маккабі» (Тель-Авів)   | «Хапоель» (Тель-Авів)   | Нісім Елмалія, «Бейтар» (Тель-Авів)      | 30   | –        |

### Ліга Леуміт (1955–1999)

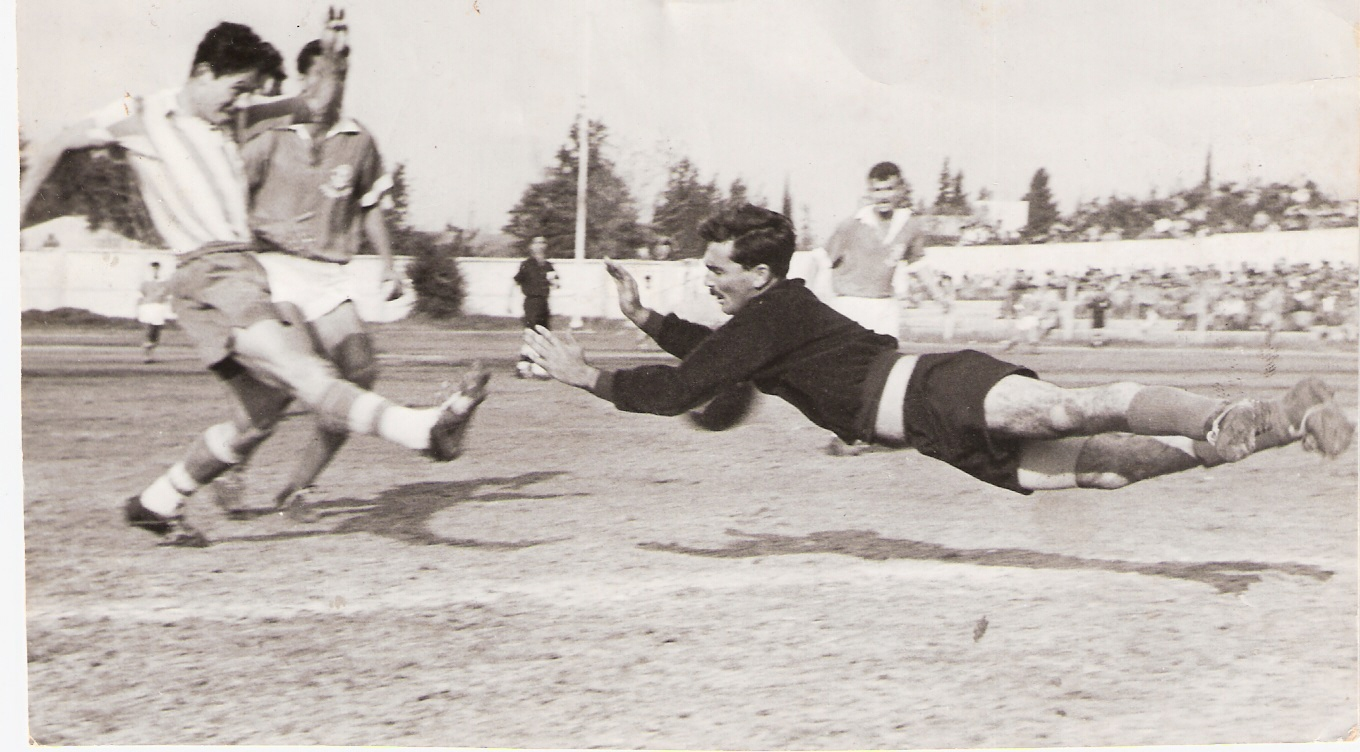
Нахум Стельмах (ліворуч, смугаста футболка) виступав за «Хапоель» (Петах-Тіква) в 1950-х роках. Стельмах був ключовим гравцем, оскільки клуб виграв п'ять титулів поспіль між 1958 і 1963 роками.

Перший сезон Ліги Леуміт, 1955–56, завершився чемпіонством, виграним «Маккабі» (Тель-Авів), який виграв два з наступних трьох титулів і один «Хапоель» (Тель-Авів). Тоді «Хапоель» (Петах-Тіква) тричі поспіль фінішував на другому місці, перш ніж розпочати рекордну серію з п’яти послідовних перемог у чемпіонаті. П'ять титулів поспіль між сезонами 1958–59 та 1962–63 «Хапоель» з Петах-Тікви не має собі рівних. Два клуби з міста Рамат-Ган, Хапоель» і «Хакоах Маккабі Амідар», виграли титул по разу, перш ніж «Хапоель» взяв титул до Тель-Авіва в сезоні 1965–66. У сезоні 1966–68, який часто називають «подвійним сезоном», шістнадцять команд двічі грали між собою вдома та двічі на виїзді протягом сезону, що тривав два роки. 
Протягом 1970-х і 1980-х років шість команд виграли свої перші титули чемпіонату; «Маккабі» (Нетанія) виграв чотири титули між 1970 і 1980 роками, тоді як «Хапоель» (Беер-Шева) виграв два поспіль у сезонах 1974–75 і 1975–76. «Хапоель» (Кфар-Сава), «Маккабі» (Хайфа), «Бейтар» (Єрусалим) і ««Бней-Єгуда»» виграли свої перші титули в 1980-х роках. Після перемоги «Бней-Єгуди» в сезоні 1989–90, «Маккабі» (Хайфа), «Маккабі» (Тель-Авів) і «Бейтар» (Єрусалим) домінували протягом решти епохи Ліги Леуміт, вигравши всі титули, крім останнього; чемпіонат 1998–99 років вперше виграв «Хапоель» (Хайфа).
| Сезон   | Переможець (к-сть титулів)  | Друге місце             | Третє місце             | Кращий бомбардир                                                            | Голи | Прим. |
| ------- | --------------------------- | ----------------------- | ----------------------- | --------------------------------------------------------------------------- | ---- | ----- |
| 1955–56 | «Маккабі» (Тель-Авів) (8)   | «Хапоель» (Петах-Тіква) | «Хапоель» (Тель-Авів)   | Авраам Леві, «Бейтар» (Тель-Авів) Міхаель Міхаелов, «Бейтар» (Тель-Авів)    | 16   | –     |
| 1956–57 | «Хапоель» (Тель-Авів) (7)   | «Хапоель» (Петах-Тіква) | «Маккабі» (Тель-Авів)   | Авраам Гінзбург, «Хапоель» (Хайфа)                                          | 16   | –     |
| 1957–58 | «Маккабі» (Тель-Авів) (9)   | «Хапоель» (Петах-Тіква) | «Маккабі» (Хайфа)       | Рафі Леві, «Маккабі» (Тель-Авів)                                            | 14   | –     |
| 1958–59 | «Хапоель» (Петах-Тіква) (2) | «Хапоель» (Хайфа)       | «Маккабі» (Тель-Авів)   | Аарон Амар, «Маккабі» (Хайфа)                                               | 17   | –     |
| 1959–60 | «Хапоель» (Петах-Тіква) (3) | «Маккабі» (Тель-Авів)   | «Хапоель» (Хайфа)       | Рафі Леві, «Маккабі» (Тель-Авів)                                            | 19   | –     |
| 1960–61 | «Хапоель» (Петах-Тіква) (4) | «Хапоель» (Тель-Авів)   | «Хапоель» (Хайфа)       | Шломо Леві, «Хапоель» (Хайфа) Жарія Рацабі, «Хапоель» (Петах-Тіква)         | 15   | –     |
| 1961–62 | «Хапоель» (Петах-Тіква) (5) | «Маккабі» (Яффо)        | «Хапоель» (Тиверіада)   | Шломо Леві, «Хапоель» (Хайфа) Іцхак Нізрі, «Хапоель» (Тиверіада)            | 16   | –     |
| 1962–63 | «Хапоель» (Петах-Тіква) (6) | «Хапоель» (Тель-Авів)   | «Маккабі» (Яффо)        | Зхарія Рацабі, «Хапоель» (Петах-Тіква)                                      | 12   | –     |
| 1963–64 | Хапоель» (Рамат-Ган) (1)    | «Маккабі» (Яффо)        | «Хапоель» (Петах-Тіква) | Ісраель Ашкеназі, «Маккабі» (Яффо)                                          | 21   | –     |
| 1964–65 | «Хакоах Маккабі Амідар (1)  | «Хапоель» (Петах-Тіква) | «Хапоель» (Тель-Авів)   | Ісраель Ашкеназі, «Маккабі» (Яффо) Іцхак Мізрахі, «Бней-Єгуда»              | 18   | –     |
| 1965–66 | «Хапоель» (Тель-Авів) (8)   | «Маккабі» (Тель-Авів)   | «Хапоель» (Петах-Тіква) | Моше Романо, «Шимшон» (Тель-Авів) Мордехай Шпіглер, «Маккабі» (Нетанія)     | 17   | –     |
| 1966–68 | «Маккабі» (Тель-Авів) (10)  | «Хапоель» (Петах-Тіква) | «Хапоель» (Хайфа)       | Мордехай Шпіглер, «Маккабі» (Нетанія)                                       | 38   | –     |
| 1968–69 | «Хапоель» (Тель-Авів) (9)   | «Маккабі» (Тель-Авів)   | «Маккабі» (Нетанія)     | Мордехай Шпіглер, «Маккабі» (Нетанія)                                       | 25   | –     |
| 1969–70 | «Маккабі» (Тель-Авів) (11)  | «Хапоель» (Тель-Авів)   | «Маккабі» (Хайфа)       | Моше Романо, «Шимшон» (Тель-Авів)                                           | 15   | –     |
| 1970–71 | «Маккабі» (Нетанія) (1)     | «Шимшон» (Тель-Авів)    | «Хапоель» (Тель-Авів)   | Елі Бен-Рімоз, «Хапоель» (Єрусалим)                                         | 20   | –     |
| 1971–72 | «Маккабі» (Тель-Авів) (12)  | «Бейтар» (Єрусалим)     | «Хакоах Маккабі Амідар  | Єгуда Шагарбані, «Хакоах Маккабі Амідар»                                    | 21   | –     |
| 1972–73 | «Хакоах Маккабі Амідар (2)  | «Хапоель» (Тель-Авів)   | «Хапоель» (Єрусалим)    | Моше Романо, «Бейтар» (Тель-Авів)                                           | 18   | –     |
| 1973–74 | «Маккабі» (Нетанія) (2)     | «Маккабі» (Тель-Авів)   | «Бейтар» (Єрусалим)     | Бені Алон, «Хапоель» (Хайфа)                                                | 15   | –     |
| 1974–75 | «Хапоель» (Беер-Шева) (1)   | «Маккабі» (Нетанія)     | «Хапоель» (Хайфа)       | Моше Романо, «Шимшон» (Тель-Авів)                                           | 17   | –     |
| 1975–76 | «Хапоель» (Беер-Шева) (2)   | «Бейтар» (Єрусалим)     | «Хапоель» (Хайфа)       | Одед Махнес, «Маккабі» (Нетанія)                                            | 21   | –     |
| 1976–77 | «Маккабі» (Тель-Авів) (13)  | «Маккабі» (Яффо)        | «Бейтар» (Єрусалим)     | Вікі Перец, «Маккабі» (Тель-Авів)                                           | 17   | –     |
| 1977–78 | «Маккабі» (Нетанія) (3)     | «Бейтар» (Єрусалим)     | «Маккабі» (Тель-Авів)   | Давід Леві, «Маккабі» (Нетанія)                                             | 16   | –     |
| 1978–79 | «Маккабі» (Тель-Авів) (14)  | «Бейтар» (Єрусалим)     | «Маккабі» (Нетанія)     | Одед Махнес («Маккабі» (Нетанія)) Елі Miaлі, «Бейтар» (Єрусалим)            | 18   | –     |
| 1979–80 | «Маккабі» (Нетанія) (4)     | «Хапоель» (Тель-Авів)   | «Шимшон» (Тель-Авів)    | Давід Леві, «Маккабі» (Нетанія)                                             | 18   | –     |
| 1980–81 | «Хапоель» (Тель-Авів) (10)  | «Бней-Єгуда»            | «Маккабі» (Яффо)        | Герцель Фітусі, «Маккабі» (Петах-Тіква)                                     | 22   | –     |
| 1981–82 | «Хапоель» (Кфар-Сава) (1)   | «Маккабі» (Нетанія)     | «Бней-Єгуда»            | Одед Махнес, «Маккабі» (Нетанія)                                            | 26   | –     |
| 1982–83 | «Маккабі» (Нетанія) (5)     | «Шимшон» (Тель-Авів)    | «Хапоель» (Беер-Шева)   | Одед Махнес, «Маккабі» (Нетанія)                                            | 22   | –     |
| 1983–84 | «Маккабі» (Хайфа) (1)       | «Бейтар» (Єрусалим)     | «Хапоель» (Тель-Авів)   | Давід Леві, «Маккабі» (Нетанія)                                             | 16   | –     |
| 1984–85 | «Маккабі» (Хайфа) (2)       | «Бейтар» (Єрусалим)     | «Шимшон» (Тель-Авів)    | Давід Леві, «Маккабі» (Нетанія)                                             | 18   | –     |
| 1985–86 | «Хапоель» (Тель-Авів) (11)  | «Маккабі» (Хайфа)       | «Маккабі» (Тель-Авів)   | Урі Мальміліан, «Бейтар» (Єрусалим) Дорон Рабінзон, «Маккабі» (Петах-Тіква) | 14   | –     |
| 1986–87 | «Бейтар» (Єрусалим) (1)     | «Бней-Єгуда»            | «Маккабі» (Тель-Авів)   | Елі Яні, «Хапоель» (Кфар-Сава)                                              | 16   | –     |
| 1987–88 | «Хапоель» (Тель-Авів) (12)  | «Маккабі» (Нетанія)     | «Хапоель» (Беер-Шева)   | Загі Армелі, «Маккабі» (Хайфа)                                              | 25   | –     |
| 1988–89 | «Маккабі» (Хайфа) (3)       | «Хапоель» (Петах-Тіква) | «Маккабі» (Нетанія)     | Бені Табак, «Маккабі» (Тель-Авів)                                           | 18   | –     |
| 1989–90 | «Бней-Єгуда» (1)            | «Хапоель» (Петах-Тіква) | «Маккабі» (Хайфа)       | Урі Мальміліан, «Маккабі» (Тель-Авів)                                       | 16   | –     |
| 1990–91 | «Маккабі» (Хайфа) (4)       | «Хапоель» (Петах-Тіква) | «Бейтар» (Тель-Авів)    | Нір Левін, «Хапоель» (Петах-Тіква)                                          | 20   | –     |
| 1991–92 | «Маккабі» (Тель-Авів) (15)  | «Бней-Єгуда»            | «Маккабі» (Хайфа)       | Алон Мізрахі, «Бней-Єгуда»                                                  | 20   | –     |
| 1992–93 | «Бейтар» (Єрусалим) (2)     | «Маккабі» (Тель-Авів)   | «Бней-Єгуда»            | Алон Мізрахі, «Бней-Єгуда»                                                  | 26   | –     |
| 1993–94 | «Маккабі» (Хайфа) (5)       | «Маккабі» (Тель-Авів)   | «Хапоель» (Беер-Шева)   | Алон Мізрахі, «Маккабі» (Хайфа)                                             | 28   | –     |
| 1994–95 | «Маккабі» (Тель-Авів) (16)  | «Маккабі» (Хайфа)       | «Хапоель» (Беер-Шева)   | Хаїм Ревіво («Маккабі» (Хайфа) Амір Турджеман, «Маккабі Іроні» (Ашдод)      | 17   | –     |
| 1995–96 | «Маккабі» (Тель-Авів) (17)  | «Маккабі» (Хайфа)       | «Бейтар» (Єрусалим)     | Хаїм Ревіво, «Маккабі» (Хайфа)                                              | 26   | –     |
| 1996–97 | «Бейтар» (Єрусалим) (3)     | «Хапоель» (Петах-Тіква) | «Хапоель» (Беер-Шева)   | Моті Какун, «Хапоель» (Петах-Тіква)                                         | 21   | –     |
| 1997–98 | «Бейтар» (Єрусалим) (4)     | «Хапоель» (Тель-Авів)   | «Хапоель» (Хайфа)       | Алон Мізрахі, «Маккабі» (Хайфа)                                             | 18   | –     |
| 1998–99 | «Хапоель» (Хайфа) (1)       | «Маккабі» (Тель-Авів)   | «Маккабі» (Хайфа)       | Анджей Кубіца, «Маккабі» (Тель-Авів)                                        | 21   | –     |

### Ізраїльська прем'єр-ліга (1999–)

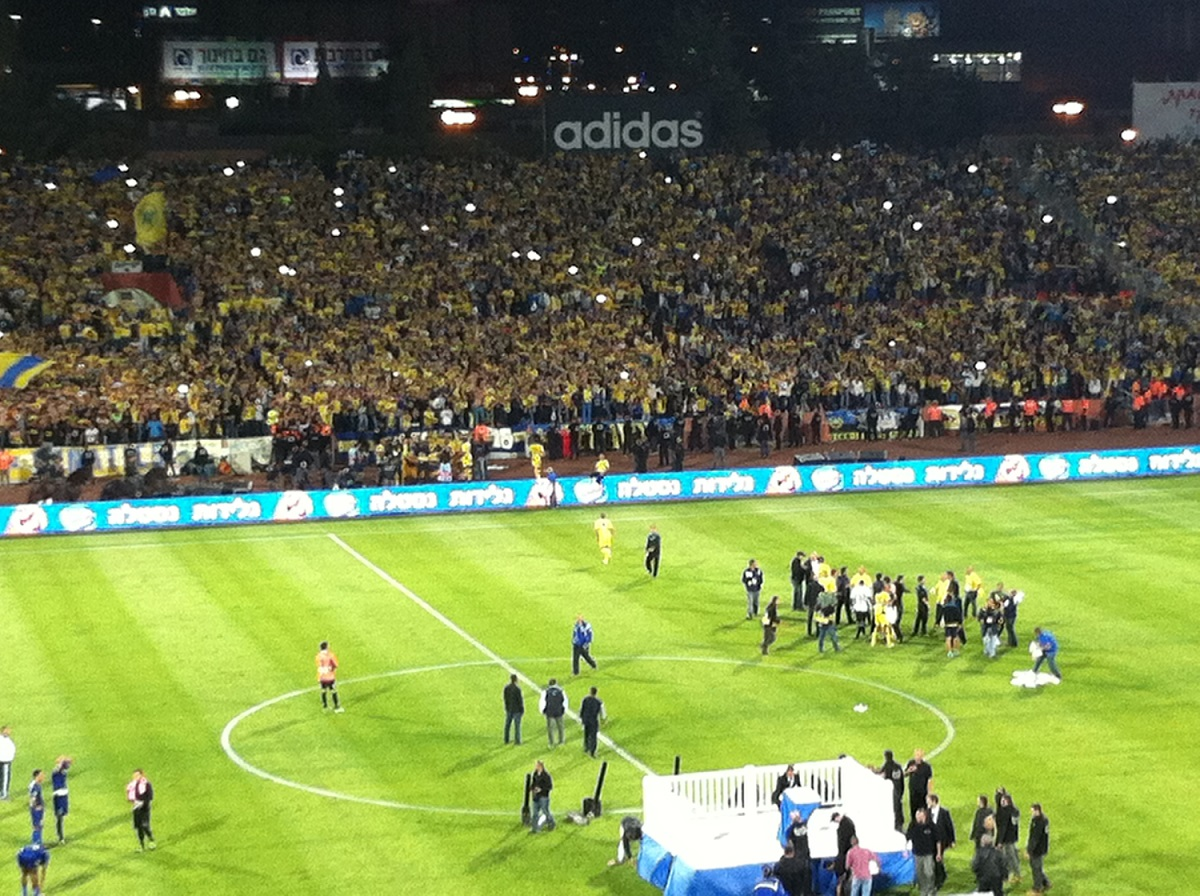
«Маккабі» (Тель-Авів) святкує виграш титулу в кінці сезону 2012–13

Коли Ізраїльська прем'єр-ліга стала вищим дивізіоном ізраїльського футболу в сезоні 1999–2000, Ліга Леуміт стала другим дивізіоном. Відтоді лише шість клубів вигравали титул; «Хапоель» (Тель-Авів), «Хапоель Іроні» (Кір'ят-Шмона), «Хапоель» (Беер-Шева), «Маккабі» (Хайфа), «Маккабі» (Тель-Авів) і «Бейтар» (Єрусалим). «Хапоель» (Тель-Авів), «Маккабі» (Хайфа), «Маккабі» (Тель-Авів) і «Бейтар» (Єрусалим) іноді називають «великою четвіркою» ізраїльського футболу.
Вигравши сім титулів за 20 сезонів ліги, найуспішнішим клубом за цей період є «Маккабі» (Хайфа); за той самий період «Маккабі» (Тель-Авів) додав шість до своєї загальної кількості, «Хапоель» (Беер-Шева) виграв три чемпіонства, а «Бейтар» (Єрусалим) і «Хапоель» (Тель-Авів) виграли по два чемпіонства. Хоча «Хапоель» (Тель-Авів) лише двічі фінішував на вершині ліги з 1999 року — у сезоні 1999–2000 і через десять років у  сезоні 2009–2010, в обох випадках вони виграли дубль.
Це досягнення було зрівняно з «Бейтар» (Єрусалим)» у 2007–08 роках . Іроні Кір’ят-Шмона виграла свій перший чемпіонат у сезоні 2011–2012, таким чином ставши першим переможцем півночі . І «Маккабі» (Тель-Авів), і «Хапоель» (Беер-Шева) виграли три титули поспіль.
| Сезон   | Переможець (к-сть титулів)  | Друге місце             | Третє місце             | Кращий бомбардир                                                                                         | Голи | Прим. |
| ------- | --------------------------- | ----------------------- | ----------------------- | --- | ---- | ----- |
| 1999–00 | «Хапоель» (Тель-Авів) (12)  | «Маккабі» (Хайфа)       | «Хапоель» (Петах-Тіква) | Асі Тубі, «Маккабі» (Петах-Тіква))                                                                       | 27   | –     |
| 2001–02 | «Маккабі» (Хайфа) (6)       | «Хапоель» (Тель-Авів)   | «Хапоель» (Хайфа)       | Аві Німні, «Маккабі» (Тель-Авів)                                                                         | 25   | [ g ] |
| 2001–02 | «Маккабі» (Хайфа) (7)       | «Хапоель» (Тель-Авів)   | «Маккабі» (Тель-Авів)   | Кобі Рефуа, «Маккабі» (Петах-Тіква)                                                                      | 18   | –     |
| 2002–03 | «Маккабі» (Тель-Авів) (18)  | «Маккабі» (Хайфа)       | «Хапоель» (Тель-Авів)   | Янів Абарджіль, «Хапоель» (Кфар-Сава) Шай Гольцман, «Маккабі» (Рішон-ле-Ціон) / «Ашдод»                  | 18   | –     |
| 2003–04 | «Маккабі» (Хайфа) (8)       | «Маккабі» (Тель-Авів)   | «Маккабі» (Петах-Тіква) | Офір Хаїм, «Хапоель» (Беер-Шева) • Шай Гольцман «Ашдод»                                                  | 16   | –     |
| 2004–05 | «Маккабі» (Хайфа) (9)       | «Маккабі» (Петах-Тіква) | «Ашдод»                 | Роберто Колаутті, «Маккабі» (Хайфа)                                                                      | 19   | –     |
| 2005–06 | «Маккабі» (Хайфа) (10)      | «Хапоель» (Тель-Авів)   | «Бейтар» (Єрусалим)     | Шай Гольцман, «Ашдод»                                                                                    | 18   | –     |
| 2006–07 | «Бейтар» (Єрусалим) (5)     | «Маккабі» (Нетанія)     | «Маккабі» (Тель-Авів)   | Янів Азран, «Ашдод»                                                                                      | 15   | –     |
| 2007–08 | «Бейтар» (Єрусалим) (6)     | «Маккабі» (Нетанія)     | «Хапоель Іроні»         | Самуель Ебоа, «Хапоель» (Кфар-Сава)                                                                      | 15   | –     |
| 2008–09 | «Маккабі» (Хайфа) (11)      | «Хапоель» (Тель-Авів)   | «Бейтар» (Єрусалим)     | Барак Іцхакі, «Бейтар» (Єрусалим) • Шимон Абухаціра, «Хапоель» (Петах-Тіква) • Еліран Атар, «Бней-Єгуда» | 14   | –     |
| 2009–10 | «Хапоель» (Тель-Авів) (13)  | «Маккабі» (Хайфа)       | «Маккабі» (Тель-Авів)   | Шломі Арбайтман, «Маккабі» (Хайфа)                                                                       | 28   | –     |
| 2010–11 | «Маккабі» (Хайфа) (12)      | «Хапоель» (Тель-Авів)   | «Маккабі» (Тель-Авів)   | Тото Тамуз, «Хапоель» (Тель-Авів)                                                                        | 21   | –     |
| 2011–12 | «Хапоель Іроні» (1)         | «Хапоель» (Тель-Авів)   | «Бней-Єгуда»            | Ахмад Саба, «Маккабі» (Нетанія)                                                                          | 20   | –     |
| 2012–13 | «Маккабі» (Тель-Авів) (19)  | «Маккабі» (Хайфа)       | «Хапоель» (Тель-Авів)   | Еліран Атар, «Маккабі» (Тель-Авів)                                                                       | 22   | –     |
| 2013–14 | «Маккабі» (Тель-Авів) (20)  | «Хапоель» (Беер-Шева)   | «Хапоель Іроні»         | Еран Захаві, «Маккабі» (Тель-Авів)                                                                       | 29   | –     |
| 2014–15 | «Маккабі» (Тель-Авів) (21)§ | «Хапоель Іроні»         | «Хапоель» (Беер-Шева)   | Еран Захаві, «Маккабі» (Тель-Авів)                                                                       | 27   | –     |
| 2015–16 | «Хапоель» (Беер-Шева) (3)   | «Маккабі» (Тель-Авів)   | «Бейтар» (Єрусалим)     | Еран Захаві, «Маккабі» (Тель-Авів)                                                                       | 35   | –     |
| 2016–17 | «Хапоель» (Беер-Шева) (4) { | «Маккабі» (Тель-Авів)   | «Бейтар» (Єрусалим)     | Відар Єрн К'яртанссон, «Маккабі» (Тель-Авів)                                                             | 19   | –     |
| 2017–18 | «Хапоель» (Беер-Шева) (5)   | «Маккабі» (Тель-Авів)   | «Бейтар» (Єрусалим)     | Діа Саба, «Маккабі» (Нетанія)                                                                            | 24   | –     |
| 2018–19 | «Маккабі» (Тель-Авів) (22)  | «Маккабі» (Хайфа)       | «Хапоель» (Беер-Шева)   | Бен Сагар, «Хапоель» (Беер-Шева)                                                                         | 15   | –     |
| 2019–20 | «Маккабі» (Тель-Авів) (23)  | «Маккабі» (Хайфа)       | «Бейтар» (Єрусалим)     | Микита Рукавиця, «Маккабі» (Хайфа)                                                                       | 22   | –     |
| 2020–21 | «Маккабі» (Хайфа) (13)      | «Маккабі» (Тель-Авів)§  | «Ашдод»                 | Микита Рукавиця, «Маккабі» (Хайфа)                                                                       | 19   | –     |
| 2021–22 | «Маккабі» (Хайфа) (14)      | «Хапоель» (Беер-Шева)   | «Маккабі» (Тель-Авів)   | Омер Ацілі, «Маккабі» (Хайфа)                                                                            | 20   | –     |

## Виступи

### Виступи за клубами
Зірку над гербом присуджують за кожні п'ять титулів.
| Клуб                           | Титули | Друге місце | Переможні сезони |
| ------------------------------ | ------ | ----------- | --- |
| «Маккабі» (Тель-Авів) ⭐⭐⭐⭐ | 23     | 12          | 1935–36, 1937, 1941–42, 1946–47, 1949–50, 1951–52, 1953–54, 1955–56, 1957–58, 1966–68, 1969–70, 1971–72, 1976–77, 1978–79, 1991–92, 1994–95, 1995–96, 2002–03, 2012–13, 2013–14, 2014–15, 2018–19, 2019–20 |
| «Маккабі» (Хайфа) ⭐⭐         | 14     | 9           | 1983–84, 1984–85, 1988–89, 1990–91, 1993–94, 2000–01, 2001–02, 2003–04, 2004–05, 2005–06, 2008–09, 2010–11, 2020–21, 2021–22                                                                               |
| «Хапоель» (Тель-Авів) ⭐⭐     | 13     | 15          | 1933–34, 1934–35, 1938–39, 1940–41, 1943–44, 1956–57, 1965–66, 1968–69, 1980–81, 1985–86, 1987–88, 1999–2000, 2009–10                                                                                      |
| «Хапоель» (Петах-Тіква) ⭐     | 6      | 10          | 1954–55, 1958–59, 1959–60, 1960–61, 1961–62, 1962–63 |
| «Бейтар» (Єрусалим) ⭐         | 6      | 6           | 1986–87, 1992–93, 1996–97, 1997–98, 2006–07, 2007–08 |
| «Маккабі» (Нетанія) ⭐         | 5      | 5           | 1970–71, 1973–74, 1977–78, 1979–80, 1982–83 |
| «Хапоель» (Беер-Шева) ⭐       | 5      | 2           | 1974–75, 1975–76, 2015–16, 2016–17, 2017–18 |
| «Хакоах Маккабі Амідар»        | 2      | –           | 1964–65, 1972–73 |
| «Бней-Єгуда»                   | 1      | 3           | 1989–90 |
| «Бейтар» (Тель-Авів)           | 1      | 2           | 1944–45 |
| «Хапоель» Рамат Ган            | 1      | 1           | 1963–64 |
| «Хапоель» (Хайфа)              | 1      | 1           | 1998–99 |
| «Хапоель Іроні»                | 1      | 1           | 2011–12 |
| Британська поліція             | 1      | –           | 1931–32 |
| «Хапоель» (Кфар-Сава)          | 1      | –           | 1981–82 |
| «Маккабі» (Петах-Тіква)        | –      | 3           | – |
| «Маккабі Яффо»                 | –      | 3           | – |
| «Маккабі» (Реховот)            | –      | 2           | – |
| «Шимшон» (Тель-Авів)           | –      | 2           | – |
| «Маккабі» (Єрусалим)           | –      | 1           | – |
| «Хакоах (Тель-Авів)»           | –      | 1           | – |
| «Маккабі» (Рішон-ле-Ціон)      | –      | 1           | – |

### Дублі за клубами
Шість команд зробили дубль, вигравши Кубок Ізраїлю протягом того ж сезону. Загалом було виграно 15 дублів (включаючи один требл, «Маккабі» (Тель-Авів) виграв чемпіонат, Кубок штату та Кубок Тото в 2014–15); найуспішнішим клубом у цьому за цим показником є «Маккабі» (Тель-Авів), який сім разів ставав чемпіоном ліги та володарем кубка.
| Клуб                  | Дублі | Сезони                                                        |
| --------------------- | ----- | ------------------------------------------------------------- |
| «Маккабі» (Тель-Авів) | 7     | 1946–47, 1953–54, 1957–58, 1969–70, 1976–77, 1995–96, 2014–15 |
| «Хапоель» (Тель-Авів) | 4     | 1933–34, 1937–38, 1999–2000, 2009–10                          |
| Британська поліція    | 1     | 1931–32                                                       |
| «Маккабі» (Нетанія)   | 1     | 1977–78                                                       |
| «Маккабі» (Хайфа)     | 1     | 1990–91                                                       |
| «Бейтар» (Єрусалим)   | 1     | 2007–08                                                       |

### Виступи за містами
15 клубів-переможців загалом із дев’яти міст. Найуспішніше місто – Тель-Авів.
| Місто        | Титули | Клуби-переможці                                                                                    |
| ------------ | ------ | -------------------------------------------------------------------------------------------------- |
| Тель-Авів    | 39     | «Маккабі» (Тель-Авів) (23), «Хапоель» (Тель-Авів) (14), «Бейтар» (Тель-Авів) (1), «Бней-Єгуда» (1) |
| Хайфа        | 15     | «Маккабі» (Хайфа) (14), «Хапоель» (Хайфа) (1)                                                      |
| Єрусалим     | 7      | «Бейтар» (Єрусалим) (6), Британська поліція (1)                                                    |
| Петах-Тіква  | 6      | «Хапоель» (Петах-Тіква) (6)                                                                        |
| Нетанія      | 5      | «Маккабі» (Нетанія) (5)                                                                            |
| Беер-Шева    | 5      | «Хапоель» (Беер-Шева) (5)                                                                          |
| Рамат Ган    | 3      | «Хакоах Маккабі Амідар» (2), «Хапоель» (Рамат Ган) (1)                                             |
| Кфар-Сава    | 1      | «Хапоель» (Кфар-Сава) (1)                                                                          |
| Кір'ят-Шмона | 1      | «Хапоель Іроні» (1)                                                                                |

### Виступи за округами
Чемпіонат Ізраїлю вигравали 15 клубів з шести округів. Найуспішнішим районом є Тель-Авів.
| район          | Титули | Клуби-переможці |
| -------------- | ------ | --- |
| Тель-Авів      | 42     | «Маккабі» (Тель-Авів) (23), «Хапоель» (Тель-Авів) (14), «Хакоах Маккабі Амідар» (2), «Бейтар» (Тель-Авів) (1), «Бней-Єгуда» (1), «Хапоель» (Рамат-Ган) (1) |
| Хайфа          | 15     | «Маккабі» (Хайфа) (14), «Хапоель» (Хайфа) (1) |
| Центр          | 12     | «Хапоель» (Петах-Тіква) (6), «Маккабі» (Нетанія) (5), «Хапоель» (Кфар-Сава) (1)                                                                            |
| Єрусалим       | 7      | «Бейтар» (Єрусалим) (6), Британська поліція (1) |
| Південь        | 5      | «Хапоель» (Беер-Шева) (5) |
| Північ         | 1      | Кір'ят-Шмона (1) |
| Юдея і Самарія | 0      | — |

## Виноски
1. 1 2 3  Через суперечливу програму чемпіонату в 1930-х і 1940-х роках залишається суперечка щодо кількості титулів, виграних «Хапоелем» (Тель-Авів) у той період. Чемпіонат 1934–35 років було припинено, в момент, коли «Хапоель» (Тель-Авів) очолював турнірну таблицю; на той час він залишився неприсудженим, але зараз Ізраїльська футбольна асоціація визнає титул. Сезон чемпіонату 1937–38 років також був припинений задовго до його завершення через повстання арабів у Палестині, знову з «Хапоелем» на вершині таблиці. Як і у випадку з незавершеним чемпіонатом 1934–35 років, Ізраїльська футбольна асоціація сьогодні зазначає, що клуб виграв чемпіонат 1937–38 років. Враховуючи обидва ці титули, Хапоель має п'ять трофеїв Палестинської ліги та 13 загалом титулів чемпіона Ізраїлю, але ФІФА та УЄФА зараховують клубу лише 4 титули до 1948 року, що дає загальну суму в 12. Сам клуб стверджує, що виграв 13 титулів, 5 до незалежності і 8 після. Цю цифру підтверджують Футбольна асоціація Ізраїлю та Ynet
2. ↑  У 1938–39 роках було проведено три регіональні ліги в Тель-Авіві, Єрусалимі та Хайфі. «Маккабі» (Тель-Авів) перемогли у Тель-Авівській лізі та Британська поліція в Єрусалимі, чемпіони Хайфи не відомі.[5]
3. ↑  У 1942–1943 роках було проведено три регіональні ліги в Тель-Авіві, Єрусалимі та Хайфі. Кожен регіональний чемпіон мав брати участь у тристоронній міні-лізі за національний титул, але коли Ліга Хайфи була скасована, національний чемпіонат був зведений до одного матчу між чемпіонами Тель-Авіва та Єрусалиму. Чемпіони Єрусалиму, «Хоменетнем», відмовилися грати проти «Маккабі» Тель-Авів, що призвело до того, що «Маккабі» був оголошений національним чемпіоном за замовчуванням. Сьогодні титул не визнається Ізраїльською футбольною асоціацією.[5][9][10]
4. ↑  Замість національного чемпіонату було проведено дві регіональні ліги. «Бейтар» (Тель-Авів) переміг у Південній Лізі, «Хапоель» (Тель-Авів) переміг у північній лізі[5][11]. Ізраїльська футбольна асоціація визнає обидві команди чемпіонами ліги цього сезону.[9]
5. ↑  Ліга не була завершена через початок війни. ЇФА визнала чемпіонами, «Бейтар» який був лідером на момент припинення змагань.[9]
6. ↑  Ліга була припинена після того, як було зіграно лише кілька матчів. ЇФА визнала чемпіонами, «Бейтар» який був лідером на момент припинення змагань.[9]
7. ↑  В останній матч сезону 2000–01, «Маккабі» з Хайфи грали вдома проти «Маккабі» з Тель-Авіва, гру було перервано через 82 хвилини, коли «Маккабі» з Хайфи вів з рахунком 3:2, коли вболівальники спробували вторгнутися на поле, внаслідок цього постраждала 41 особа. «Маккабі» (Тель-Авів) отримав технічну перемогу з рахунком 2:0.[14][15]